# Ленин как национальный тип
«Ле́нин как национа́льный тип» — брошюра Льва Троцкого, опубликованная в 1924 году; её текст был написан в 1920 в связи с 50-летием Владимира Ленина и появился в виде статьи в газете «Правда» под заголовком «Национальное в Ленине». Работа содержит размышления автора о личности и характере основателя большевистской партии: Ленин в ней представлен «как порождение именно русского пролетариата» — свободного от рутины и шаблона, от фальши и условности, а также — обладающего «свежим крестьянским прошлым»; «русскость Ленина» проявлялась, по мнению автора, в его цельности — в том, что он «подчинил всего себя практике», направленной на организационные вопросы подготовки социалистической революции. В 1924 году, в связи со смертью главы Совнаркома, статья была многократно перепечатана как в центральной, так и в региональной советской прессе; она также стала частью книги Троцкого «О Ленине. Материалы для биографа», в которой попутно были даны «художественные силуэты» ряда других революционных деятелей. После изгнания Троцкого из СССР факт знакомства с брошюрой мог интерпретироваться как «контрреволюционная вылазка».

## История и описание
50-летний юбилей Владимира Ленина, 22 апреля 1920, праздновался в молодом советском государстве «с невиданным ещё размахом». В связи с этой датой в печати появились многочисленные статьи крупных большевистских деятелей тех лет: одной из них стала работа Льва Троцкого «Национальное в Ленине» («Ленин как национальный тип»). Статья была опубликована 23 апреля в газете «Правда» и содержала размышления автора о личности и характере основателя большевистской партии.

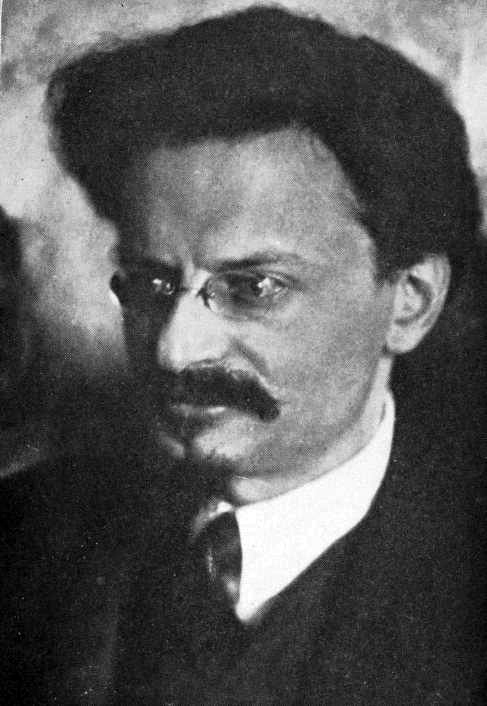
Л. Троцкий в 1920 году

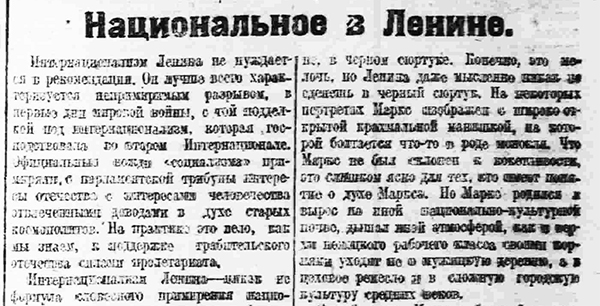
Статья Троцкого в «Правде»

В 1924 году, в связи со смертью Ленина, текст Троцкого был многократно перепечатан как в центральной, так и в региональной советской прессе: в названии статьи в те годы часто фигурировала запятая («Ленин, как национальный тип»). Текст также был издан отдельной брошюрой, позже выпущенной и вторым изданием, а кроме того — стал частью книги Троцкого «О Ленине. Материалы для биографа», в которой советский нарком попутно дал «художественные силуэты» Георгия Плеханова, Веры Засулич, Павла Аксельрода, Юлия Мартова, Якова Свердлова и других лиц, причастных к революции в России; статья вошла в книгу в виде одного из четырёх приложений. Выпуск книги произошёл уже после начала конфликта в советской элите, связанного с другой работой Троцкого — «Новый курс» — которая, по мнению Григория Зиновьева, не содержала «ни грана большевизма» и за которую Зиновьев даже предлагал исключить Троцкого из состава ЦК ВКП(б) и изгнать из партии.
Существовала версия, согласно которой Троцкий, после XIII съезда партии, «начал переходить от активной обороны» к «своеобразным фланговым или периферийным наступательным операциям», используя свои печатные выступления — в жанре исторических очерков и мемуарных фрагментов, насыщенных ярко выраженным политическим содержанием — как «оружие» в борьбе за власть. Одним из первых таких очерков стала повторно вышедшая в свет работа «Ленин как национальный тип». Она предшествовала статье «Уроки Октября», ставшей поводом для начала так называемой «литературной дискуссии», закончившейся отставкой Троцкого со всех постов.

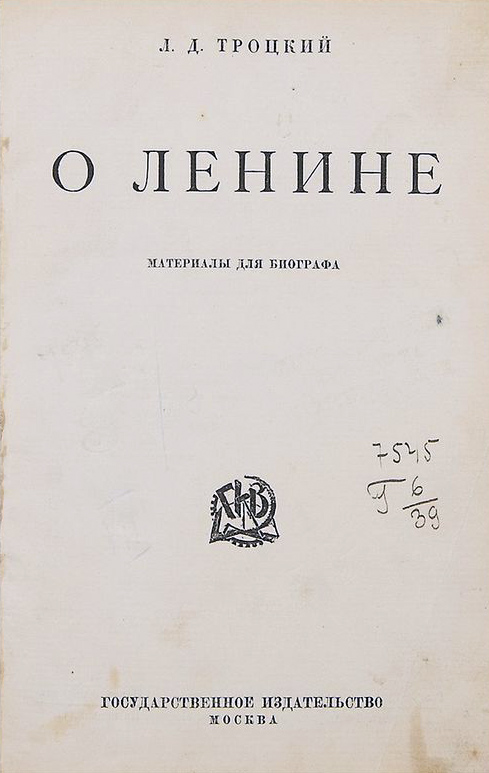
Книга Троцкого «О Ленине» (1924)

## Критика
Авторы четырёхтомной биографии Троцкого Юрий Фельштинский и Георгий Чернявский — ошибочно полагая, что статья содержит «размышления, записанные в первые недели после кончины [Владимира] Ильича» — отмечали, что Троцкий вообще не упоминал в тексте о себе. Они утверждали, что брошюра 1924 года привлекала внимание особенностью трактовки личности Ленина: о чём свидетельствовало само её название. Троцкий, известный широкой публике как «отъявленный интернационалист и космополит», выделял в Ленине иные стороны его деятельности и характера:
Интернационализм Ленина не нуждается в рекомендации. Но в то же время сам Ленин глубоко национален. Он корнями уходит в новую русскую историю, собирает её в себе, даёт ей высшее выражение и именно таким путём достигает вершин интернационального действия и мирового влияния.
По мнению Фельштинского и Чернявского, Ленин представал в работе «как порождение именно русского пролетариата» — свободного от рутины и шаблона, от фальши и условности, а также — обладающего «свежим крестьянским прошлым» («крестьянское» в Ленине отмечалось и другими лицами, знакомыми с лидером большевиков). Данные суждения, «носившие умозрительный недоказуемый характер», автор подкреплял лишь словами о том, что у Ленина была «мужицкая внешность» и «крепкая мужицкая подоплёка». Биографам Троцкого казался любопытным тот факт, что нарком входил в противоречие с марксистскими догмами, когда писал об «интуиции» Ленина или о «неведомых, наукой ещё не раскрытых путях», которые сформировали личность вождя. Они считали, что в статье проявилась важная особенность Троцкого как историка: он оказался способным оторваться от «классового подхода», выйти за пределы марксистской парадигмы («если этого требовал собственный политический интерес»):
Теми неведомыми, наукой ещё не раскрытыми путями, какими формируется человеческая личность, Ленин впитал в себя из национальной среды всё, что понадобилось ему для величайшего в человеческой истории революционного действия. Именно потому, что через Ленина социальная революция, давно имеющая своё интернационально-теоретическое выражение, нашла впервые своё национальное воплощение, Ленин стал в самом прямом и самом непосредственном смысле революционным руководителем мирового пролетариата.

С данным суждением был согласен в 1920-е годы и советский историк-востоковед, профессор Владимир Гурко-Кряжин. Называя характеристику, данную Троцким Ленину «блестящей», он считал, что автору удалось «привести фигуру» Владимира Ильича «в связь с русской пролетарско-крестьянской стихией». Гурко-Кряжин выделял в работе часть о «мужицкой смётке» Ленина, «развернувшейся до гениальности», будучи «вооруженной последним словом научной мысли». Личность Ленина, по Троцкому, сочетала в себе лучшие русские, национальные черты с лучшими же революционными, интернациональными. В те годы критиками также отмечалась и «великолепно проведённая» Троцким параллель между Карлом Марксом и Лениным:
Маркс — пророк со скрижалями, а Ленин — величайший исполнитель заветов...
Фельштинский и Чернявский — полагая, что Троцкий «вносил свой вклад в прославление покойного», «с которым уже нечего было делить» — видели в статье авторское противопоставление себя тем примитивным суждениям о Ленине, которые в изобилии появлялись в 1924 году из-под пера Льва Каменева, Зиновьева (автора фразы «говорить о Ленине, значит говорить о партии», которая стала широко известна в интерпретации Владимира Маяковского: «Мы говорим Ленин — подразумеваем партия, мы говорим партия — подразумеваем Ленин») и Иосифа Сталина. По мнению биографов, Троцкий в своей статье преуспел, главным образом, в «хлесткости стиля, яркости выражений и сравнений» — общий же стиль работы профессор Барух Кней-Пац охарактеризовал как «восторженный» (англ. hero-worship).

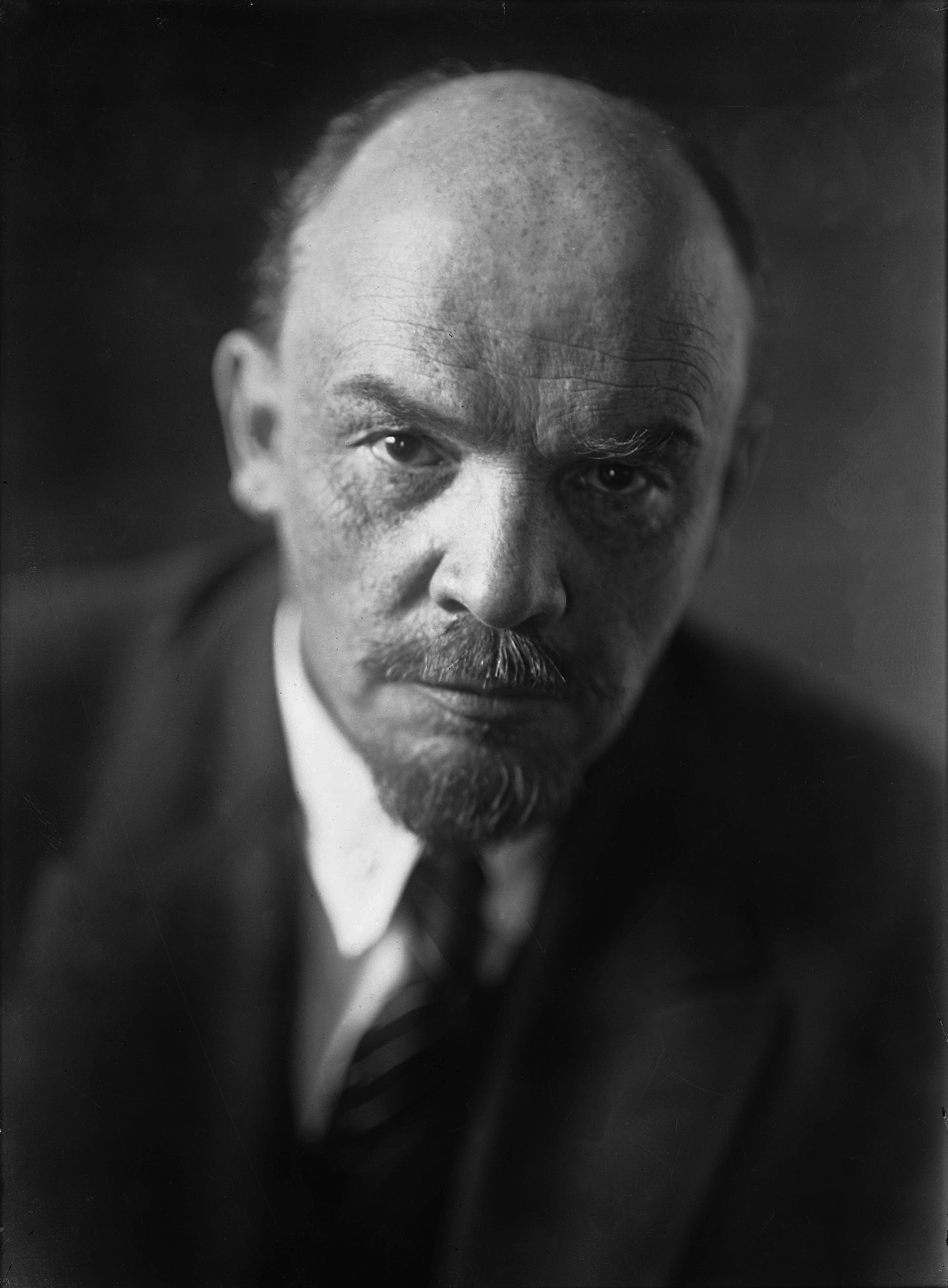
В. Ленин в 1920 году

Историк-диссидент Михаил Геллер — утверждая, что ранение Ленина дало «могучий толчок» культу вождя пролетариата — считал, что Троцкий в статье изобразил Владимира Ильича, одновременно, «мучеником» и воплощением «старой и новой России», являвшимся «подлинным национальным вождем». «Русскость Ленина», проявлявшуюся в его цельности — в том, что он «подчинил всего себя практике», направленной на организационные вопросы подготовки социалистической революции, отмечал в статье и советский философ Александр Ципко. В данной работе Троцкий, по мнению израильского филолога и литературоведа Михаила Вайскопфа, объявлял Ленина «идеальным воплощением самой русской нации и русского пролетариата, меняющего весь мир».
Когда Ленин, прищурив левый глаз, слушает радиотелеграмму, заключающую в себе парламентскую речь одного из империалистических вершителей судеб или очередную дипломатическую ноту — сплетение кровожадного коварства с полированным лицемерием, — он похож на крепко умного мужика, которого словами не проймёшь и фразами не обманешь.
Главный научный сотрудник Института российской истории РАН, доктор исторических наук Владимир Булдаков утверждал в 2017 году, что Троцкий в данной работе показал, что он «пришёл к большевикам, признав, наконец, первенство Ленина — куда менее яркого литератора и оратора». Ленин, по мнению Булдакова, показан в статье как лицо «изоморфное русской смуте».

## Влияние
В 1924 году сам Троцкий, апеллируя — в статье «Традиция и революционная политика», вошедшей в брошюру «Новый курс» — к Ленину и ленинизму «как системе революционного действия», предполагающей «воспитанное размышлением и опытом революционное чутьё», делал попытку изменения курса партии от «бюрократизма» к «демократизации». Данная попытка не увенчалась успехом (см. Внутрипартийная борьба в ВКП(б) в 1920-е годы). На «интимный симбиоз» двух «творцов Октября» — «сущностное двуединство Троцкого и Ленина» — Лев Давидович указывал и в своей автобиографии.
После смерти Ленина, сравнивая его с другими революционными деятелями 1917 года, которых Троцкий также считал «национальными» — в частности с Виктором Черновым — автор приходил к выводу о превосходстве Владимира Ильича:
Ибо Чернов — и к этому я веду речь — в своём роде тоже национален. Я говорю «тоже» потому, что года четыре тому назад мне пришлось писать о национальном в Ленине. Сопоставление или хотя бы косвенное сближение этих двух фигур может показаться неуместным. И оно действительно было бы грубо, неуместно, если бы дело шло о личностях. Но речь тут идёт о «стихиях» национального, об их воплощении и отражении. Чернов есть эпигонство старой революционной интеллигентской традиции, а Ленин — её завершение и полное преодоление.
В 1930-е годы, после высылки Троцкого из СССР, уже сам факт знакомства с его находвишейся «под строжайшим запретом» работой «Ленин как национальный тип» мог интерпретироваться как «контрреволюционная вылазка» — «хранение контрреволюционной троцкистской литературы». В 1991 году статья была издана Политиздатом стотысячным тиражом — она вошла в сборник «Силуэты: политические портреты», составители которого утверждали, что «публицистический талант [Троцкого] бесспорен».

## Издания
- Троцкий Л. Национальное в Ленине // Правда : газета. — 1920. — 23 апреля (№ 86). — С. 1.
- Троцкий Л. Ленин как национальный тип. — Л.: Госуд. Изд., 1924. — 10 с. — (Серия «Ленинская библиотека»).
- Троцкий Л. Д. Национальное в Ленине // О Ленине. Материалы для биографа. — М.: Госуд. Изд., 1924. — 168 с. — 30 000 экз.

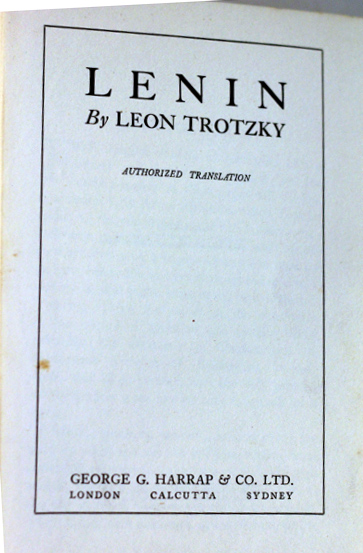
Обложка британского издания книги «О Ленине» («Lenin», 1925)

- О пятидесятилетнем. Национальное в Ленине // Силуэты: политические портреты / А. Луначарский, К. Радек, Л. Троцкий; сост. Т. Н. Кузнецова, О. В. Наумов. — М.: Политиздат, 1991. — С. 110—113. — 469 с. — 100 000 экз. — ISBN 5-250-01317-1.
- Троцкий Л. Д. О пятидесятилетнем. Национальное в Ленине // О Ленине. Материалы для биографа. — М.: Грифон М, 2005. — 128 с. — 3000 экз. — ISBN 5-98862-007-8.

## Переводы
В 1925 году статья, являясь частью книги Троцкого «О Ленине», была переведена на английский язык под заголовком англ. Nationalism in Lenin и напечатана нью-йоркским издательством «Blue Ribbon Books» (по другим данным — «Milton Balch and Co.»). Вся книга получила высокую оценку американского историка культуры Жака Барзена, назвавшего её «захватывающей» и отметившего часть, содержавшую «элемент национализма в Ленине», который сделал его лидером российского пролетариата и воплощением духа России — последний, в свою очередь, «кристаллизовался под его [Ленина] прикосновением».

## Текст статьи
- Текст статьи на русском языке
- Текст статьи на английском языке
- Текст статьи на немецком языке